# パット・カラン
パット・カラン（Pat Curran、1987年8月31日 - ）は、アメリカ合衆国の男性総合格闘家。イリノイ州アイランドレイク出身。チーム・カラン所属。元Bellator世界フェザー級王者。パット・カーランとも表記される。
切れ味鋭い打撃と、従兄のジェフ・カラン仕込みのグラウンド技術を併せ持つオールラウンダー。

## 来歴
高校時代はレスリング部に所属。卒業後ジェフ・カランの勧めで総合格闘技を始めた。
2008年2月23日、プロデビュー戦となったXFO 22でトニー・ハービーと対戦し、チョークスリーパーで一本勝ち。

### Bellator
2010年4月15日、Bellatorシーズン2のライト級トーナメント1回戦でマイク・リッチと対戦し、右フックでKO勝ち。5月6日、準決勝でロジャー・ウエルタと対戦し、3-0の判定勝ち。6月10日、決勝でトビー・イマダと対戦し、2-1の判定勝ちで優勝を果たすとともにライト級王者エディ・アルバレスへの挑戦権を獲得した。
2011年4月2日、Bellator 39のBellator世界ライト級タイトルマッチで王者エディ・アルバレスに挑戦し、判定負けを喫し王座獲得に失敗した。
2011年6月25日、フェザー級転向初戦となったBellator 46のフェザー級トーナメント初戦でルイス・パロミーノと対戦しパロミーノにペルヴィアン・ネクタイを極めて一本勝ち。その後も準決勝、決勝と勝ち上がりトーナメント優勝を果たした。

#### Bellator世界王座獲得
2012年3月9日、Bellator 60のBellator世界フェザー級タイトルマッチで王者ジョー・ウォーレンに挑戦し、3Rに右アッパーの連打でKO勝ちを収め王座獲得に成功した。
2013年1月17日、Bellator 85のBellator世界フェザー級タイトルマッチで挑戦者のパトリシオ・ピットブルと対戦し、2-1の判定勝ちを収め王座初防衛に成功した。
2013年4月4日、Bellator 95のBellator世界フェザー級タイトルマッチで挑戦者のシャウブラット・シャムカラエフと対戦し、ギロチンチョークで一本勝ちを収め2度目の王座防衛に成功した。
2013年11月2日、Bellator 106のBellator世界フェザー級タイトルマッチで挑戦者のダニエル・ストラウスと対戦し、0-3の判定負けを喫し王座陥落した。
2014年3月14日、Bellator 112のBellator世界フェザー級タイトルマッチで王者のダニエル・ストラウスに挑戦し、リアネイキドチョークで一本勝ちを収め王座獲得に成功した。
2014年9月5日、Bellator 123のBellator世界フェザー級タイトルマッチで挑戦者のパトリシオ・ピットブルと対戦し、0-3の判定負けを喫し王座陥落した。

## 戦績
| 総合格闘技 戦績 | 総合格闘技 戦績 | 総合格闘技 戦績 | 総合格闘技 戦績 | 総合格闘技 戦績 | 総合格闘技 戦績 | 総合格闘技 戦績 |
| --------------- | --------------- | --------------- | --------------- | --------------- | --------------- | --------------- |
| 32 試合         | (T)KO           | 一本            | 判定            | その他          | 引き分け        | 無効試合        |
| 23 勝           | 5               | 7               | 11              | 0               | 0               | 0               |
| 9 敗            | 1               | 1               | 7               | 0               | 0               | 0               |

| 勝敗 | 対戦相手                         | 試合結果                            | 大会名                                                     | 開催年月日     |
| ×    | アダム・ボリッチ                 | 2R 4:59 TKO（パウンド）             | Bellator 226 【Bellatorフェザー級ワールドグランプリ1回戦】 | 2019年9月7日   |
| ×    | AJ・マッキー                     | 5分3R終了 判定0-3                   | Bellator 221: Chandler vs. Pitbull                         | 2019年5月11日  |
| ○    | ジョン・マカパ                   | 5分3R終了 判定3-0                   | Bellator 184: Dantas vs. Caldwell                          | 2017年10月6日  |
| ○    | ジョージ・カラカニヤン           | 5分3R終了 判定3-0                   | Bellator 155: Carvalho vs. Manhoef                         | 2016年5月20日  |
| ○    | エマニュエル・サンチェス         | 5分3R終了 判定3-0                   | Bellator 139: Kongo vs. Volkov                             | 2015年6月26日  |
| ×    | ダニエル・ベイケル               | 5分3R終了 判定1-2                   | Bellator 133: Shlemenko vs. Manhoef                        | 2015年2月13日  |
| ×    | パトリシオ・ピットブル           | 5分5R終了 判定0-3                   | Bellator 123 【Bellator世界フェザー級タイトルマッチ】      | 2014年9月5日   |
| ○    | ダニエル・ストラウス             | 5R 4:46 リアネイキドチョーク        | Bellator 112 【Bellator世界フェザー級タイトルマッチ】      | 2014年3月14日  |
| ×    | ダニエル・ストラウス             | 5分5R終了 判定0-3                   | Bellator 106 【Bellator世界フェザー級タイトルマッチ】      | 2013年11月2日  |
| ○    | シャウブラット・シャムカラエフ   | 1R 2:38 ギロチンチョーク            | Bellator 95 【Bellator世界フェザー級タイトルマッチ】       | 2013年4月4日   |
| ○    | パトリシオ・ピットブル           | 5分5R終了 判定2-1                   | Bellator 85 【Bellator世界フェザー級タイトルマッチ】       | 2013年1月17日  |
| ○    | ジョー・ウォーレン               | 3R 1:25 KO（スタンドパンチ連打）    | Bellator 60 【Bellator世界フェザー級タイトルマッチ】       | 2012年3月9日   |
| ○    | マルロン・サンドロ               | 2R 4:00 KO（右ハイキック）          | Bellator 48 【フェザー級トーナメント 決勝】                | 2011年8月20日  |
| ○    | ロニー・マン                     | 5分3R終了 判定3-0                   | Bellator 47 【フェザー級トーナメント 準決勝】              | 2011年7月23日  |
| ○    | ルイス・パロミーノ               | 1R 3:49 ペルヴィアン・ネクタイ      | Bellator 46 【フェザー級トーナメント 1回戦】               | 2011年6月25日  |
| ×    | エディ・アルバレス               | 5分5R終了 判定 0-3                  | Bellator 39 【Bellator世界ライト級タイトルマッチ】         | 2011年4月2日   |
| ○    | トビー・イマダ                   | 5分3R終了 判定2-1                   | Bellator 21 【ライト級トーナメント 決勝】                  | 2010年6月10日  |
| ○    | ロジャー・ウエルタ               | 5分3R終了 判定3-0                   | Bellator 17 【ライト級トーナメント 準決勝】                | 2010年5月6日   |
| ○    | マイク・リッチ                   | 1R 3:01 KO（右フック）              | Bellator 14 【ライト級トーナメント 1回戦】                 | 2010年4月15日  |
| ○    | ロビー・オリヴィエ               | 5分3R終了 判定3-0                   | Trojan MMA: Trojan Warfare                                 | 2010年2月27日  |
| ×    | トラヴィス・ペルチンスキー       | 2R 4:38 チョークスリーパー          | XFO 34: Curran vs. Hori                                    | 2009年12月5日  |
| ○    | ジェイ・エリス                   | 1R 0:58 フロントチョーク            | XFO 32                                                     | 2009年10月10日 |
| ○    | ルーク・グワルトニー             | 1R 1:32 TKO（パンチ連打）           | XFO 31: Outdoor War 5                                      | 2009年8月15日  |
| ×    | チャールズ・テイラー             | 5分3R終了 判定1-2                   | Elite Fighting Challenge 4                                 | 2009年6月27日  |
| ○    | マイク・ピケット                 | 1R 1:56 チョークスリーパー          | XFO 30                                                     | 2009年5月2日   |
| ○    | ダニエル・ストラウス             | 2R 1:31 KO（右ストレート→パウンド） | XFO 29                                                     | 2009年4月17日  |
| ○    | ラミロ・ヘルナンデス             | 5分3R終了 判定3-0                   | Adrenaline MMA 2                                           | 2008年12月11日 |
| ×    | ダレン・エルキンス               | 5分3R終了 判定0-3                   | C3: Domination 【C3ライト級王座決定戦】                    | 2008年11月22日 |
| ○    | ジェイ・エリス                   | 1R 0:51 チョークスリーパー          | Extreme Challenge 110                                      | 2008年11月7日  |
| ○    | アミール・キラー                 | 5分3R終了 判定2-1                   | XFO 25: Outdoor War 4                                      | 2008年8月9日   |
| ○    | ラザール・ストジャディノヴィッチ | 5分3R終了 判定3-0                   | XFO 23: Title Night                                        | 2008年4月25日  |
| ○    | トニー・ハービー                 | 1R 1:24 チョークスリーパー          | XFO 22: Rising Star                                        | 2008年2月23日  |

## 獲得タイトル
- Bellatorシーズン2 ライト級トーナメント 優勝（2010年）
- Bellator 2011サマーシリーズ フェザー級トーナメント 優勝（2011年）
- 第3代Bellator世界フェザー級王座（2012年）
- 第5代Bellator世界フェザー級王座（2014年）